# Кубацкий, Рафал
Рафал Кубацкий (пол. Rafał Kubacki; род. 23 марта 1967, Вроцлав) — польский дзюдоист, чемпион и призёр чемпионатов Польши, Европы и мира, участник трёх летних Олимпиад.

## Биография
Выступал в тяжёлой (свыше 95-100 кг) и абсолютной весовых категориях. В 1985-1999 годах 17 раз становился чемпионом Польши, один раз серебряным и трижды бронзовым призёром чемпионатов страны. Чемпион мира среди военнослужащих, бронзовый призёр чемпионата мира среди студентов. Кубацкий завоевал одну золотую, две серебряные и пять бронзовых наград чемпионатов Европы. Дважды становился чемпионом и один раз бронзовым призёром чемпионатов мира.
На летних Олимпийских играх 1992 года в Барселоне занял 9-е место. На следующей Олимпиаде в Атланте Кубацкий повторил этот результат. На Олимпиаде 2000 года в Сиднее в первой схватке уступил украинскому дзюдоисту Валентину Руслякову и выбыл из дальнейшей борьбы за награды.
В 1993 году Рафал Кубацкий был признан спортсменом года Польши.
В 2001 году снялся в польском фильме «Камо грядеши» в роли слуги Урса. В 2003 году снялся в фильме «Сегмент 76».